# Roderich Benedix
Roderich Benedix, nome completo Julius Roderich Benedix (Lipsia, 21 gennaio 1811 – Lipsia, 26 settembre 1873), è stato un commediografo, attore teatrale e direttore teatrale tedesco.

## Biografia

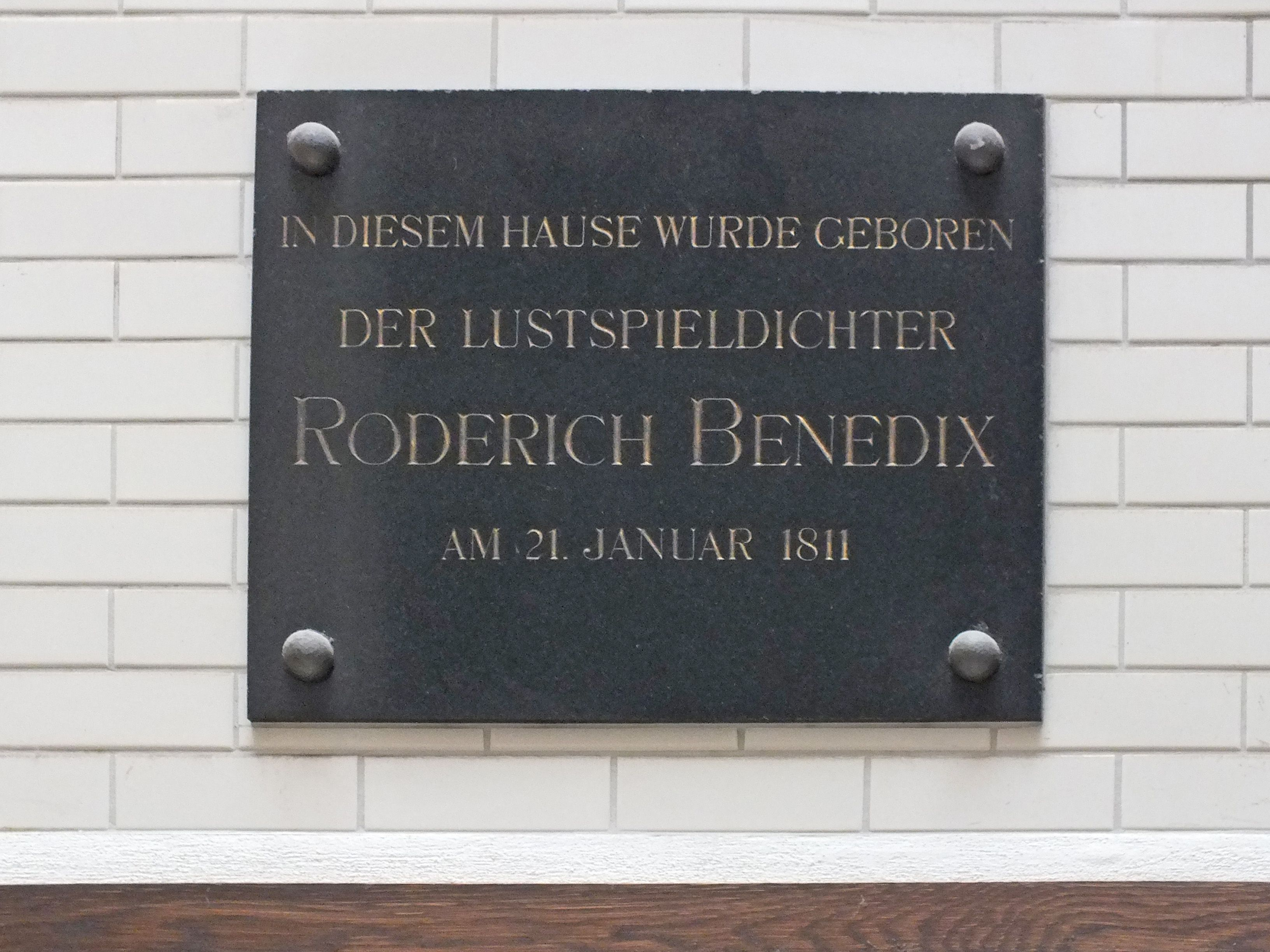
Targa in memoria di Roderich Benedix a Lipsia

Roderich Benedix nacque a Lipsia il 21 gennaio 1811.
La sua carriera scolastica si effettuò alla Thomasschule, ma seguì la sua inclinazione al teatro e divenne un attore nel 1831.
Nel 1835 si sposò con Maria Ludovica von Sommers, con la quale ebbe un figlio, Hugo.
Successivamente lavorò nel mondo del teatro, come attore, regista e direttore teatrale a Elberfeld (oggi Wuppertal), Colonia e Francoforte sul Meno.
Durante il suo soggiorno a Colonia, diventò celebre per le sue numerose lezioni sul Faust di Johann Wolfgang von Goethe, oltre che sui più giovani poeti e drammaturghi tedeschi.
Quando venne fondata la Rheinische Musikschule a Colonia, Benedix ricevette una cattedra per insegnare teatro e letteratura tedesca.
Nel 1860 convolò per la seconda volta a nozze, con Leotine Paulmann, con la quale ebbe una figlia, Ottilie.
Dal 1861 visse di nuovo nella sua città natale, a Lipsia, dove svolse anche l'attività di direttore teatrale.
Benedix si sposò con l'attrice Leontine Paulmann.
Durante la sua carriera si dimostrò un prolifico autore, scrivendo ottantacinque opere teatrali raccolte in ventisette volumi, per lo più commedie.
Ottenne il primo successo con Lo studente anziano (Das bemooste Haupt, 1841), gradevole ritratto di un "fuori corso".
Tra le sue altre fortunate commedie, che andavano incontro al gusto del pubblico piccolo-borghese, grazie alla felice ambientazione e alla gradevolezza, possiamo menzionare Il dottor Wespe (Doctor Wespe, 1843), La guastafeste (Der Störenfried, 1863), I parenti affettuosi (Die zärtlichen Verwandten, 1866),che si rivelarono scritte da un teatrante accorto, sentimentale, dalla comicità lieve, dal dialogo e dalle figure vivaci.
Benedix si dedicò anche alla narrativa popolare scrivendo Racconti popolari tedeschi (Deutscher Volkssagen, 1851), Immagini dalla vita degli attori (Bildern aus dem Schauspielerleben, 1851) e il romanzo I vagabondi (Die Landstreicher, 1867).
Tra gli altri suoi scritti ricordiamo La natura del ritmo tedesco (Das Wesen des deutschen Rhythmus, 1862), La lettura orale (Der mündliche Vortrag, 1871), Il catechismo della poesia tedesca, (Katechismus der deutschen Verskunst, 1879), Il catechismo della retorica (Katechismus der Redekunst, 1881) e infine il libro postumo Shakespearomanie (Die Shakespearomanie, 1873), nel quale condannò un acritico entusiasmo shakespeariano.
Roderich Benedix morì il 26 settembre 1873 all'età di sessantadue anni a Lipsia. Fu sepolto nel cimitero Johannisfriedhof.
Nel 1889, una strada di Lipsia prese il nome in memoria di Roderich Benedix (Benedixstraße).

## Opere

### Teatro
- Lo studente anziano (Das bemooste Haupt, 1841);
- Il dottor Wespe (Doctor Wespe, 1843);
- La guastafeste (Der Störenfried, 1863);
- I parenti affettuosi (Die zärtlichen Verwandten, 1866).

### Narrativa e saggistica
- Racconti popolari tedeschi (Deutscher Volkssagen, 1851);
- Immagini dalla vita degli attori (Bildern aus dem Schauspielerleben, 1851);
- I vagabondi (Die Landstreicher, 1867);
- La natura del ritmo tedesco (Das Wesen des deutschen Rhythmus, 1862);
- La lettura orale (Der mündliche Vortrag, 1871);
- Shakespearomanie (Die Shakespearomanie, 1873);
- Il catechismo della poesia tedesca, (Katechismus der deutschen Verskunst, 1879);
- Il catechismo della retorica (Katechismus der Redekunst, 1881).